# Leptotogea ephippium
Leptotogea ephippium là một loài tò vò trong họ Ichneumonidae.